# Lecanthus pileoides
Lecanthus pileoides là loài thực vật có hoa trong họ Tầm ma. Loài này được S.S. Chien & C.J. Chen mô tả khoa học đầu tiên năm 1983.